# 100% (álbum de Negazione)
100% es el tercer álbum de estudio de la banda italiana de hardcore punk Negazione.

## Lista de canciones
| N.º | Título                          | Duración |  |
| 1.  | «Back to My Friends»            |          |  |
| 2.  | «Yesterday Pain»                |          |  |
| 3.  | «Parole»                        |          |  |
| 4.  | «Welcome (to My World)»         |          |  |
| 5.  | «Brucia di vita»                |          |  |
| 6.  | «Fall Apart (an' Tear It Down)» |          |  |
| 7.  | «Get Away»                      |          |  |
| 8.  | «It's Hard»                     |          |  |
| 9.  | «I Think I See the Light»       |          |  |